# Flugplatz Pattonville

i7
i11
i13
Der Flugplatz Pattonville (ICAO-Code: EDTQ) ist ein deutscher Flugplatz bei Pattonville. Er liegt innerhalb der nördlichen Gemarkungsgrenze von Stuttgart, bei der Siedlung Pattonville, an der Straße zwischen Kornwestheim und Remseck-Aldingen. Er ist als Sonderlandeplatz klassifiziert und für Flugzeuge bis zu einem Gesamtgewicht von 3500 kg geeignet.

## Geschichte
Der Flugplatz wurde vor dem Zweiten Weltkrieg erbaut. Damals wurde er von der Wehrmacht genutzt. Nach Ende des Zweiten Weltkriegs übernahm die US-Army das Fluggelände als „Ludwigsburg Army Airfield“ und baute es während des Korea-Krieges unter anderem mit Raketenstellungen aus. Erst nach dem Krieg konnten die wieder gegründeten deutschen Flugsportvereine das Militärflugfeld mitnutzen. 1979 wurde die Flugbetriebs-Gemeinschaft Ludwigsburg-Pattonville e. V. von allen am Platz aktiven Vereinen ins Leben gerufen. Dies erleichterte die Interessenvertretung gegenüber den Behörden und dem US-Militär. Mit dem Abzug des Militärs 1992 war der Fortbestand des Flugplatzes Pattonville für die deutschen Vereine zunächst ungewiss. Es gelang jedoch, das Flugfeld weiterzubetreiben. Neue Regeln wurden eingeführt wie der „Anflug über Meldepunkte“ und nicht wie üblich „Anflug in der Platzrunde“. Ebenso wurden Flugzeit- und Landebeschränkungen zum Lärmschutz der umliegenden Gemeinden festgelegt.
Seit dem 16. Juli 2003 wird der Flugplatz Pattonville als „Sonderlandeplatz Pattonville“ mit dem ICAO-Code EDTQ bezeichnet. Daraufhin wurde der Verein in einer Mitgliederversammlung in „Flugbetriebsgemeinschaft Pattonville e. V.“ umbenannt, um die besondere Verbundenheit zu dem angrenzenden Wohngebiet Pattonville deutlich zu machen. Der Belag der Landebahn wurde im Jahr 2001 erneuert.
Aufgrund des gestiegenen Flugverkehrs auf dem Flughafen Stuttgart ist der Rettungshubschrauber Christoph 51 am 1. Oktober 2009 vom Flughafen Stuttgart auf den Flugplatz Pattonville verlegt worden.

## Vereine
- Flugsportgruppe Heinkel e. V.
- Luftsportverein Hohenasperg e. V.
- Fliegergruppe Kornwestheim e. V.
- Flugsportgruppe Ludwigsburg e. V.
- Fliegerclub Ludwigsburg
- Stuttgarter Fliegerclub e. V.
- Stuttgart-Pattonville-Aviators-Club e. V.
- DRF Stiftung Luftrettung gemeinnützige AG